# Bundesstraße 416
Die Bundesstraße 416 (Abkürzung: B 416) verläuft auf der gesamten Strecke linksseitig der Mosel von Treis-Karden 0,00 km bis Koblenz 37,00 km entlang der DB-Moselstrecke. Sie führt über die Moselorte Müden, Moselkern, Hatzenport, Löf, Kattenes, Lehmen, Kobern-Gondorf und Winningen. 
Im Rahmen der Umwidmung autobahnnaher Bundesstraßen wurde die B 258 von Mayen nach Koblenz zu einer Landesstraße. Im Zuge dessen wurde die B 416 von der ehemaligen Einmündung in die B 258 im Koblenzer Ortsteil Metternich bis zur B 9 verlängert.